# フランスの鉄道
フランスの鉄道輸送は、フランス国鉄（SNCF、Société Nationale des Chemins de fer français）がほぼ独占して運行し、鉄道施設はフランス鉄道線路事業公社（RFF、Réseau Ferré de France）が管理している。
SNCFはヨーロッパにおいて、旅客輸送で第2位（年間722億人キロ）、貨物輸送で第5位（年間468億トンキロ）の規模を有している（2002年）。

## 歴史
- 1827年：サン＝テティエンヌ〜アンドレジュー間、フランスで最初の鉄道が開業。
- 1832年：サン＝テティエンヌ〜リヨン間、最初の旅客鉄道が開業。
- 1837年：パリ〜サン＝ジェルマン＝アン＝レー間が開通、パリ周辺の最初の鉄道。
- 1842年：フランス幹線鉄道建設法（Loi relative à l'établissement des grandes lignes de chemin de fer en France）制定、これ以降、鉄道建設が加速し、1860年代までに幹線網の大枠が形成。
- 1857年：中小鉄道事業者が6大鉄道会社に統合。
- 1938年：幹線鉄道をすべて国有化、政府が最大出資者である公営企業SNCFが創設される。
- 1981年：最高速度260キロで当時世界最速の高速鉄道TGVが運転開始。
- 1994年：英仏海峡トンネルの開通。
- 1997年：鉄道の機構改革により、鉄道施設管理事業と鉄道事業会計の長期債務を、SNCFから、新設のフランス鉄道線路事業公社（RFF）に移管。

## 鉄道網

フランス国鉄路線図
赤 - LGV（交流25kV, 50Hz）
オレンジ - 交流25kV, 50Hz電化
緑 - 直流1500V電化
黄 - その他の電化方式
灰色 - 非電化
太線 - 複線（以上）
細線 - 単線

フランスの鉄道網は、首都のパリ中心の構造で、地方都市同士を横断する路線は少ない。

### 放射路線
パリには主要ターミナル駅が6つ存在し、それぞれの駅から以下の通り、各地方へ放射状の路線が伸びている。
- 北駅：パリからリール、アミアン、ダンケルク、ランなどの各方面（ピカルディ地方などフランス北部、イギリス海峡の諸港およびベルギー国境へ）。
- 東駅：パリからミュールーズ、ストラスブール、ランス、メスなどの各方面（シャンパーニュ地方、ロレーヌ地方などフランス東部、ドイツ国境へ）。
- リヨン駅：パリからディジョン・リヨン経由でマルセイユ方面。同ルートはナポレオン3世の時代に開通し、ligne impériale（皇帝路線）とも呼ばれる。LGV南東線の開業まではフランスの最重要幹線で、大部分が複々線化されており、豪華な設備で有名なTEEミストラルなどが運転されていた。途中、ローザンヌ、ジュネーヴ、シャンベリなどへの路線が分岐（ブルゴーニュ地方などフランス南東部、地中海沿岸、スイス国境へ）。
- オステルリッツ駅：パリからオルレアン・トゥール経由でナント、ボルドー方面。かつては重要幹線であったが、LGV大西洋線の開業以後、フランス南西部への列車はほとんどモンパルナス駅始発へ移行した（フランス南西部、スペイン国境へ）。
- モンパルナス駅：パリからレンヌ、アンジェ、ナントなどの各方面（ブルターニュ地方などフランス西部へ）。
- サン・ラザール駅：パリからルーアン経由ル・アーブル、カーンなどの各方面（ノルマンディー地方などフランス北西部へ）。

### 横断路線
これに加えて、パリを経由しない主な横断状の路線は以下の通りである。
- ボルドー〜トゥールーズ〜ナルボンヌ：フランス南部を横断し、大西洋と地中海を結ぶ。横断ルートとしては数少ない全線複線電化された路線で、重要性が高い。
- リヨン〜ストラスブール：アルザス地方、ドイツ方面と地中海を連絡。1995年に電化されたが、単線区間が残存するため、線路容量が制限されている。
- ルクセンブルク〜ディジョン：ロレーヌ地方を通過し、特に貨物輸送量が多く、複々線区間を有する。
- リール〜ティオンヴィル：フランスの幹線としては初の交流電化路線で、かつてはノール＝パ・ド・カレー地域圏やロレーヌ地方の石炭や鉄鉱石などを多く輸送していたが、現在はその重要性を失った。
- ナント〜ボルドー、リヨン〜ボルドー、リヨン〜ナント：TGVなどの他ルートに比べて利便性が劣り、重要性は低い。
- パリ盆地大環状線（ルーアン、アミアン、ラン、ランス、ショーモンなどを結ぶ）：非電化区間も多く現在は重要性が低いが、将来的には電化が計画されている。

### LGV（高速新線）
LGV（Ligne à grande vitesse）は高速列車用に特別に設計された新線である。TGVは先に完成した日本の新幹線と比べると、新線と在来線の双方を走行できる点が特色である。高速運転を可能にするため、大きい曲線半径、立体交差、車内信号などが採用されている。また高出力車両を前提とした急勾配区間も存在する。
1981年にLGV南東線が最初に開通し、その後LGV地中海線、LGVローヌ・アルプ線へと延長した。1989年にLGV大西洋線が開通し、1993年にLGV北線が開通（1994年完成の英仏海峡トンネルへ直通）、1994年にこれらの放射路線を横断的に結ぶLGV東連絡線が開通した。 2007年に最新のLGV東ヨーロッパ線が加わった。この他、LGVライン・ローヌ線、LGV南ヨーロッパ大西洋線などが建設中・計画中である。

## 電化方式
現在、主流となっているのは、直流電化1,500Vと交流電化25,000Vである。直流電化は1920年代より導入され、南西部、南東部のほとんどの路線で用いられている。交流電化は1950年代より試験がなされ、その後、北部のほとんどの路線及びすべてのLGV新線で用いられている。この他、第三軌条方式による直流750〜850 Vが、メトロや路面電車の一部で用いられている。

## 旅客輸送

### 国際旅客
1980年代、ヨーロッパ国際特急列車TEEが航空との競争に敗れて廃止されたが、その後、ユーロスター（イギリス方面）、タリス（ベルギー、オランダ、ドイツ方面）、リリア（スイス方面）などのTGV方式による国際列車の導入により、鉄道は一定のシェアを確保している。またスペイン、イタリア、ドイツ方面への夜行列車も運行されている。

### 国内旅客
列車区分は以下の通りで、詳細は各項目を参照。車両種別は、かつては3等級に分かれていたが、1956年に3等車は廃止され、現在は1等車と2等車がある。
- TGV：都市間を結ぶ高速列車。新幹線に相当するが、高速新線から在来線に直通する系統も多い。

- コライユ・テオズ（Corail Téoz）：車内設備を改装した専用客車で運転され、最高速度200キロで、全席指定。在来線の昼行特急列車では最上位の種別。
- コライユ・アンテルシテ（Corail Intercités, CIC）：複数の地域圏にまたがる中距離都市間の昼行特急列車。
- コライユ・ルネア(Corail Lunéa)：クシェット（簡易寝台）車と座席車からなる夜行列車。

- 地域圏急行輸送（TER、Transport express régional)）：追加料金不要の地域内列車。（JRでは普通列車(快速列車を含む)に相当）
- トランジリアン(Transilien)：パリ近郊のイル＝ド＝フランス地域圏で運行されている普通列車。

## 貨物輸送
2005年、鉄道貨物は6580万トン、235億トンキロを輸送した。その大半はSNCFにより、近年、参入が認可された新規事業者によるシェアは2008年でも10％前後に過ぎない。フランスの貨物輸送におけるシェアは、鉄道が11.4％、河川が2.3％、道路が86.3％となっている。

## 都市鉄道
地下鉄（メトロ）と路面電車（トラム）が主要都市で運行されている。都市近郊鉄道の多くはSNCFにより運営されている。

### 路面電車
参考：fr:Liste des tramways de France（フランスの路面電車のリスト、仏語）
歴史的には、フランスで最初の都市鉄道であり、多くの都市では19世紀後半から20世紀初頭までに路面電車網が発達したが、その後、1930年代、自動車の普及によりほとんどが廃止された。パリでは1936年に全廃され、1950年代末にはリール、マルセイユ、サン＝テティエンヌでわずかにそれぞれ1路線ずつが残ったのみであった。
都市の混雑と石油危機により、1970年代に路面電車を見直す動きが生じ、1975年、政府に選定された8都市（ボルドー、グルノーブル、ニース、ルーアン、ストラスブール、トゥーロン、トゥールーズ、ナンシー）で新型の路面電車が導入されることになった。ただし新規開業の一番手となったのはこの際に選定されなかったナント（1985年）である。その後、1987年開業のグルノーブルでは低床電車が採用され、1994年開業のストラスブールでは旧市街地での大胆な自動車規制などトラムを中心とした街づくりが行われた。2009年現在は19都市圏で路面電車が運行されており、ナントの路線網が43.5キロで最長である。また他の都市でも建設または計画中である。
（→ ライトレール#概念も参照）
また、ナンシーなどのゴムタイヤトラム、ボルドーの地表集電方式、ニースのバッテリー走行などの新技術も導入されている。

### 地下鉄（メトロ）・新交通システム
フランスでは、パリが1900年の開業以来長らく唯一の地下鉄網を有していたが、1974年にリヨン、1977年にマルセイユでも開業した。ゴムタイヤ式地下鉄が特徴であり、パリの5路線、リヨンの3路線、マルセイユの全線がゴムタイヤ式になっている。
さらに、全自動運転によるゴムタイヤ式の小型なメトロ（VAL）が、1983年に世界ではじめてリールで開業し、その後トゥールーズ、レンヌ、パリのシャルル・ド・ゴール空港、オルリー空港でも導入された。VALは日本の新交通システムに類似したシステムであるが、当初よりミニ地下鉄に適した規格として設計されているのが特徴である。
またパリのメトロ14号線、リヨン地下鉄のD線も全自動運転である。
このほか、パリでは近郊鉄道が地下線で中心部に乗り入れるRERが存在する。RERは国鉄の近郊電車の規格で作られており、一部路線には二階建ての電車も走っている。
新交通システムでは、ピカルディー地方のラン(Laon)市に全長1.5kmほどのケーブル駆動式のシステム(POMA)が存在する。

### トロリーバス・ガイドウェイバス
フランスでは、現在リヨン、サンティティエンヌ、リモージュにトロリーバスがある(ナンシーのゴムタイヤ式LRTも、郊外区間ではトロリーバスとして走行する)。フランスでは、トロリーバスは基本的にバス扱いされる場合が多いのであるが、リヨンのトロリーバスの一部路線は系統番号を区分している。
非接触式のガイドウェイバスの導入も進んでおり、現在ドゥエで工事が進んでいる。フランスでは、非接触式のガイドウェイバスはLRTの一種であるという扱いを受けている。
ルーアン(TEOR)やパリ郊外(tvm)には、専用レーンを持つBRTシステムが存在する。なお、フランスではBRTは補助金制度などの面でLRTと同じ扱いを受けるのが特徴である。

### 運営主体
パリ都市圏（イル＝ド＝フランス地域圏）の鉄道はパリ交通公団がSNCFとともに運行している。その他の多くの都市圏では地方自治体との契約した企業が運営している。主な運営企業は以下の通り。
- ヴェオリア・トランスポール(Veolia Transport)：ナンシー、ルーアン、サン＝テティエンヌ
- ケオリ（Keolis、SNCFの補助による)：リール、リヨン、レンヌ、カーン、ラン、ランス
- トランデブ（Transdev）：ストラスブール、ナント、オルレアン、グルノーブル、モンペリエ

またマルセイユではRTM（Régie des transports de Marseille）、トゥールーズではティセオ (Tisséo)といった公社が運営を担当している。

## 地方鉄道
地方鉄道は幹線網から離れて存在し、地方公共団体に認められた免許に基づいて運営されていることが多い。今日ではその役割は限定的で、旅客輸送が大部分である。1950年代、1960年代に大半が廃止され、現在、残っている路線の多くは観光鉄道の範疇に属する。
主なものとしては、CFTA (Chemins de fer et transport automobile)の運営によるプロヴァンス鉄道（ニース〜ディーニュ＝レ＝バン）と、SNCFとの提携により運営されるコルシカ鉄道がある。なお両地方鉄道とも、狭軌（メーターゲージ）である。
国境の街アンダイエには、スペインの私鉄バスク鉄道が乗り入れている(フランス国内を走る区間は国境から数百メートルだけ)。

## 観光鉄道
参考：fr:Liste des chemins de fer touristiques de France（フランスの観光鉄道のリスト、仏語）
実用上ではなく観光目的の路線であり、民間企業または、鉄道ファンなどによるボランティア組織によって運営されている。定期運行が廃止された路線や、廃車された蒸気機関車などを活用し、週末や観光シーズンのみに運転される場合が多い。

## 隣接国との鉄道接続状況

### フランス・メトロポリテーヌ
- イギリス - 接続あり（英仏海峡トンネル）
- ベルギー - 接続あり
- ルクセンブルク - 接続あり
- ドイツ - 接続あり
- スイス - 接続あり
- イタリア - 接続あり
- モナコ - 接続あり
- スペイン - 接続あり
- アンドラ - 接続なし

## 関係組織

### 運営事業者
- フランス国鉄（SNCF）：フランスの旅客・貨物輸送を担当する公営企業体で、鉄道事業の免許を有し、国の法律、規則で定められた範囲で、EU内での鉄道事業を行うことが認められている。
- EU加盟国に認可された鉄道事業者は、ヨーロッパの法律が定める条件に基づき、フランスの鉄道網で事業を行うことが認められている。しかしこれは貨物輸送と国際輸送に限られている。ゲットリンク（旧：グループ・ユーロトンネル）はフランスでこのような免許を有している。

### 施設管理者
- フランス鉄道線路事業公社 (RFF、Réseau ferré de France)：フランスの鉄道施設の管理、保守、建設を担当する公営組織であり、施設使用料を収入として得ている。
- ゲットリンク：英仏海峡トンネルの鉄道施設の管理、保守を担当する株式会社であり、施設使用料を収入として得ている。

### 監督・調整機関
- 運輸省(Le ministère des Transports)：鉄道事業の許認可を担当。
- 公共鉄道事業高等委員会 (CSSPF、Le conseil supérieur du service public ferroviaire)：フランス鉄道網の調整のため、運輸省に置かれた諮問機関。
- 公共鉄道安全機関 (EPSF、L'établissement public de sécurité ferroviaire)：鉄道輸送における安全規則の実施を担当。
- 交通運営機関(Autorité organisatrice de transports)：各地域圏において法律で定められており、鉄道、道路の双方の公共旅客輸送への出資を行う。

### 車両メーカー
フランスの鉄道車両メーカーとして、アルストム、ボンバルディアは、世界的に高いシェアを有している。